# Бен Рейлі
Бенджамін «Бен» Рейлі (англ. Ben Reilly; також відомий як Червоний Павук, Людина-павук та Павук-Карнаж) — вигаданий персонаж з коміксів американського видавництва Marvel Comics, альтернативна версія Людини-павука. Його перша поява відбулася у коміксі The Amazing Spider-Man #149 1975 року.

## Історія

Бен Рейлі

Бен Рейлі — клон і названий брат Пітера Паркера. Він був єдиним вдалим експериментом по створенню клона Людини-павука, який проводив професор Майлз Воррен (Шакал). Спочатку він був ворогом Пітера, пізніше був визнаний загиблим. Потім з'ясувалося, що увесь цей час він подорожував Штатами під ім'ям Бен Рейлі (дошлюбне прізвище Мей Паркер, тітки Пітера). Пізніше він зустрів Пітера і перейшов на його бік. Деякий час вони разом боролися зі злочинністю, доки не пішли чутки, що насправді клон — це Пітер. Шокований Паркер поїхав, а Бен деякий час заміняв його у ролі Людини-павука. Пізніше вони знову билися з Шакалом, і Бена було поранено в бою. Кров була ненатурального кольору, і з'ясувалося
, що саме Бен є клоном. Тоді Бен продовжив боротися зі злочинністю як Червоний Павук, і після цього дуже рідко бачиться з Пітером.

## Поза коміксами

### На телебаченні
- Вперше Бен з'явився камео у мультсеріалі «Фантастична четвірка» 1994 року, у серії «Жах у зеленому кольорі».
- Друга поява Бена на телебаченні була у мультсеріалі «Люди Ікс» 1992 року, у серії «Слово однією людини, ч. 1».
- Бен з'являється у мультсеріалі «Людина-павук» 1994 року, у серіях «Я дійсно ненавиджу клонів» та «Щасливої дороги Людина-павук». У мультсеріалі Бен є Пітером з паралельного всесвіту і допомагав йому у боротьбі з Павуком-Карнажем, який був клоном Пітера, але вважав себе оригінальним.

### У іграх
- Костюми Бена Рейлі як Червоного Павука та другого Людини-павука доступні у іграх «Spider-Man» та «Spider-Man 2: Enter Electro».
- Костюм Червоного Павука присутній у грі «Marvel: Ultimate Alliance» як альтернативний костюм Людини-павука.
- Костюми Бена Рейлі як Людини-павука та Павука-Карнажа доступні у грі «Spider-Man: Web of Shadows» для Wii.
- Костюм Червоного Павука присутній у грі «Spider-Man: Shattered Dimensions» як альтернативний костюм Людини-павука.

## Власні комікс-серії
- «The Amazing Scarlet Spider» (1995)
- «Scarlet Spider» (1995)
- «Scarlet Spider Unlimited» (1995)
- «The Spectacular Scarlet Spider» (1995)
- «Web of Scarlet Spider» (1995—1996)